# 완도 충무사
완도 충무사(莞島 忠武祠)는 대한민국 전라남도 완도군에 있는, 충무공 이순신을 기리고자 건립된 사당이다. 고금면에 있으며, 충무사에서는 매년 충무공의 탄신일인 4월 28일에 제사를 지내고, 11월 19일에 순국제를 모시고 있다.

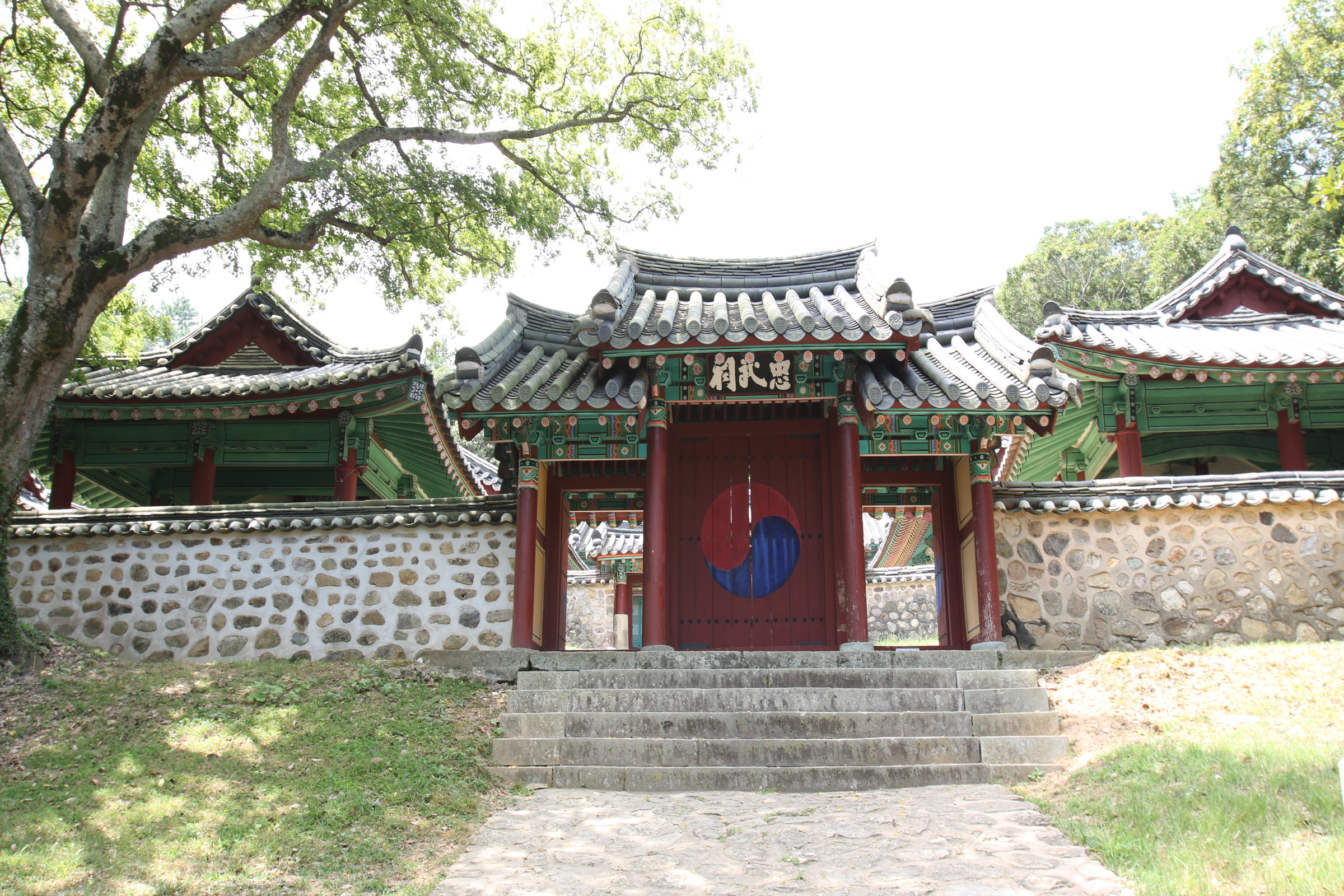
고금도 충무사

## 개요
충무사(忠武祠) 본 건물은 선조 31년(1598) 명나라 수군 도독이 그들의 군신 관운장을 모시며 제향을 올리고 승전을 기원하기 위해 '관왕묘'라고 처음 건립되었다. 현종7년(1666) 전라 우수사로 부임한 유비연(柳斐然)이 중수하고 관왕묘 옆에 옥천사를 지어 사당(祠堂)을 관리하고 제사(祭祀)를 모시게 하였다. 숙종 9년(1683)에는 관왕묘 서쪽에 사당을 새로 짓고 충무공 이순신을 모시도록 하면서 동무(東廡)에는 관운장과 진린, 서무(西廡)에는 이순신 세 분을 모시는 사당이 되었다.
현종때는 경칩과 상강 두차례에 걸쳐 영암, 강진, 보성, 해남 등 6개 부군현 관원들이 제수를 갖추어 제사를 모셨으며, 정조 15년(1791)정조께서 직접 탄보묘(誕報廟)라는 어필 현판을 하사하고 노량 해전에서 전사한 명나라 장군 등자룡을 함께 모시게 하였다. 등자룡은 진린의 부장으로 70세 노장으로 이순신과 같은 전투에서 용맹을 떨치고 전사한 명나라 장수이다.
일제강점기때는 민족정신 말살정책에 의하여 관왕상과 위패를 비롯하여 유물(투구, 서적, 벽화, 현판)일체들이 바다에 던져졌고 옥천사의 불상만이 가까운 백운사에 옮겨져 보관되었다. 1945년 해방이후 고금도 유림 (유교)이 중심이 되어 관왕묘가 있던 자리에 사당을 재건하여 현판을 충무사로 바꾸어 충무공을 정전(正殿)에 모시게 하였다.1959년에는 이순신의 보좌관인 조방장이며 당시 가리포 첨사 이영남(李英男)을 동무(東廡)에 모시고 매년 4월 28일 충무공 탄신기념제와 11월 19일(음력} 순국제(殉國祭)를 지내고 있다.

## 같이 보기
- 완도 묘당도 이충무공 유적